# Černínská zahrada

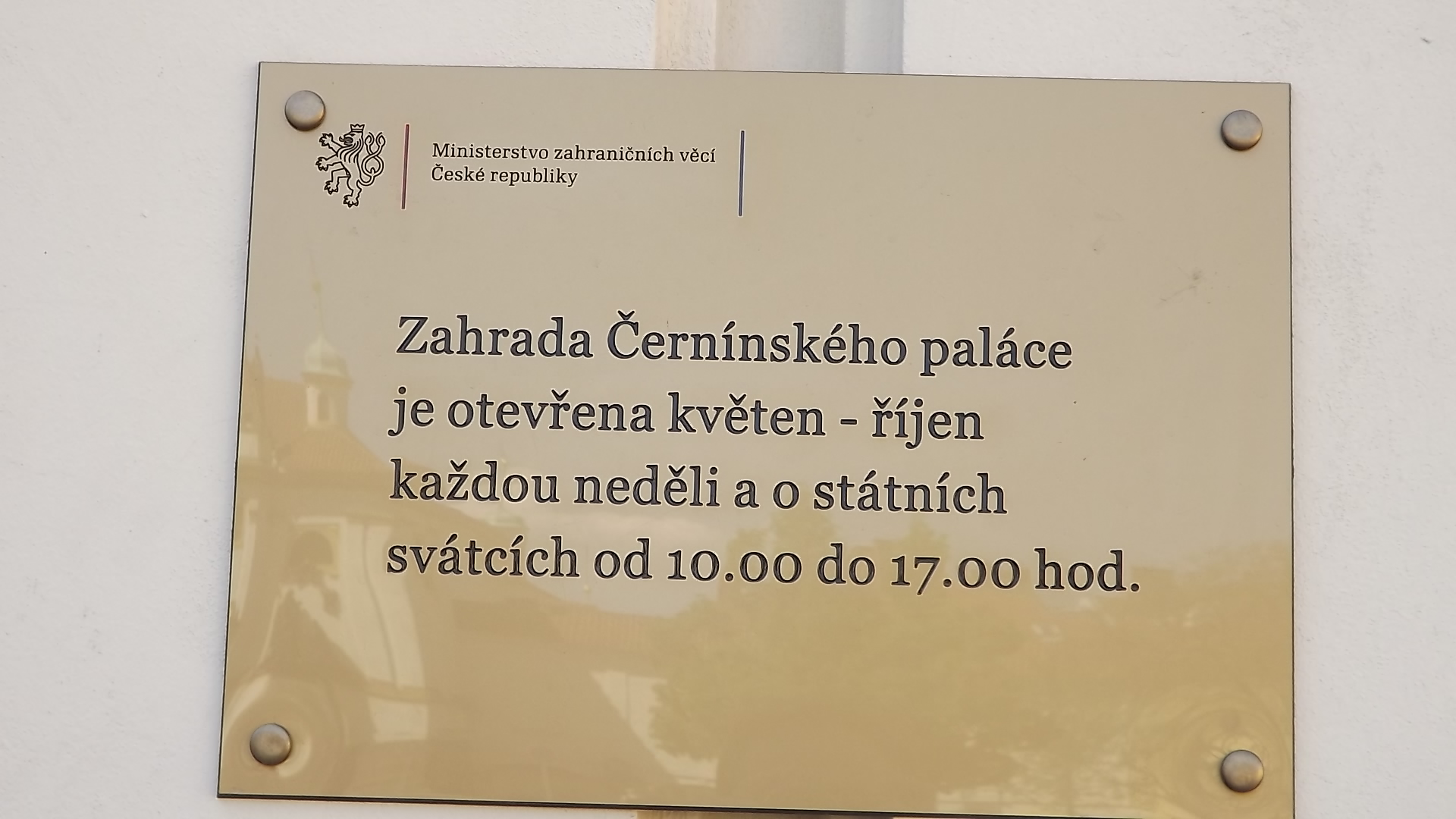
Černínská zahrada,tabulka u vchodu

Černínská zahrada je využívaná pro účely Ministerstva zahraničí ČR. Od r. 2011 je v letní sezoně přístupná i pro veřejnost. Zahrada společně s Černínským palácem chráněna jako kulturní památka.

## Základní informace
Adresa: Praha 1 – Hradčany, Loretánské nám. 5.
Zahrada má výměru 1,72 ha, leží ve výšce 231 až 233 m n. m.

## Historie
Hrabě Humprecht Jan Černín z Chudenic začal v r. 1669 se stavbou Černínského paláce. V r. 1693 se začala budovat zahrada podle plánů arch. Francesca Carattiho. Další etapu budování zahrady realizovali dědicové, hrabě Heřman Jakub Černín z Chudenic a dokončil ji roku 1723 vnuk zakladatele, hrabě František Josef Černín z Chudenic. Na budování zahrady se podílel i architekt Domenico Egidio Rossi, později František Maxmilian Kaňka, kterému se připisuje autorství letohrádku v zahradě. Se samotným letohrádkem ale patrně nemá nic společného. Letohrádek postavil zednický mistr Jakub Schedel. Kdo byl autorem architektonického projektu zůstává dodnes záhadou. Jako nejpravděpodobnější se zdá možnost, že jím byl sám Jakub Schedel anebo v Praze žijící architekt Anselmo Lurago, autor věže kostela sv. Mikuláše na Malé Straně.
Zahrada byla značně zdevastována v letech 1741–1742 a 1757 při obléhání Prusy. Její renovaci provedli sochař Jan Antonín Quitainer, malíř Josef Bartoloměj Kramer a zahradník Jan Paul. Po roce 1777 již nebyl palác dlouhodobě obýván. Roku 1791 zde ještě byly pořádány hostiny, koncerty i plesy u příležitosti korunovace Leopolda II. Na konci 18. století ale Černínové z Chudenic odešli do Vídně a palác zůstal prázdný. Ne nadlouho. V letech 1796–1819 se v Černínském paláci nacházela obrazárna Společnosti vlasteneckých přátel umění, předchůdkyně dnešní Národní galerie. V následujících letech se zde vystřídal špitál, továrna na karty i skladiště chmele. V r. 1851 koupilo zahradu i palác c. k. ženijní ředitelství v Praze a objekty byly přeměněny v kasárna a dvůr se stájemi. V roce 1904 upozornila Centrální komise pro ochranu památek ve Vídni, že stavba potřebuje rehabilitaci. Souběžně byla dle projektu architekta Otokara Fierlingera rekonstruována i původní podoba barokní zahrady včetně kašen. R. 1928 palác se zahradou získal stát pro Ministerstvo zahraničních věcí a došlo k jejich kompletní rekonstrukci. Celková obnova zahrady v r. 1929 proběhla opět podle plánu arch. Otokara Fierlingera. V letech 1994–1997 proběhla další generální rekonstrukce zahrady podle architekta Zdeňka Kuny a Jaroslava Zdražila ve spolupráci se zahradní inženýrkou Vítězslavou Ondřejovou.

## Fontány v zahradě

### Velká fontána v zahradě Černínského paláce
Architekt D. E. Rossi navrhl v roce 1692 v plánu zahrady dvě fontány. 10. června 1693 byl do zahrady zaveden vodovod a 3. srpna byla provedena úspěšná zkouška v dolním bazénu s vodotryskem. Vodní nádrže byly založeny na cihlové podezdívce, na které Santin Aichel nasadil kamennou obrubu. Jako izolace uvnitř bazénu sloužila vrstva jílu. Voda z městského vodovodu byla přiváděna do rezervoáru, odkud byly napájeny bazény a odváděna podzemním kanálem podél kapucínské zahrady. V současnosti je horní, větší bazén osazen vodotryskem.

### Kaskádovitá fontána v zahradě Černínského paláce
Druhá, menší fontána v zahradě, je stejně jako ta horní umístěna v ose zahradního průčelí. Tvoří ji dva přepadové bazény nepravidelných tvarů, vytvořené z mramoru. Z horní nádrže voda přepadá přes jemný "hřeben" do spodní. Až na dva drobné lasturovité prvky je fontána zcela bez ozdob.

### Drobná kašna v zahradě Černínského paláce
Další kašna je poněkud schovaná stranou ve stinné části zahrady. V kamenné opěrné zídce je usazena malá obdélná pískovcová nádrž s maskaronem jako chrličem.

## Zajímavosti
- Od 1. 6. do 30. 6. 2012 byla kromě jiných prostor i v Černínské zahradě provedena plánovaná deratizace.[9]

- Dne 16. 10. 1990 byl do zahrady umístěn hraniční kámen z česko-bavorských hranic. Kámen pochází z roku 1766. Jako symbol otevření hranic ho dostal darem ministr zahraničních věcí Jiří Dienstbier.[5]